# Perry Goldstein
Perry Goldstein (* 1952 in New York City) ist ein US-amerikanischer Komponist und Musikpädagoge.

## Leben
Goldstein studierte an der University of Illinois, der UCLA und an der Columbia University, wo er 1986 den Doktorgrad im Fach Komposition erhielt. Seine Kompositionslehrer waren Herbert Brün, Chou Wen-Chung, Mario Davidovsky, Ben Johnston und Paul Zonn. Er produzierte und moderierte bereits in den 1970er Jahren ein Programm zeitgenössischer Musik für WILL, einen öffentlich-rechtlichen Rundfunksender der University of Illinois at Urbana-Champaign, verfasste Beiträge für die New York Times, die Library of Congress, das Strings Magazine, das National Public Radio, den Deutschlandfunk, Speculum Musicae, die League-International Society for Contemporary Music, Music Today und andere und war Musikbeauftragter des New York State Council on the Arts. 1992 war er Delegierter der USA beim International Rostrum of Composers der UNESCO in Paris.
Von 1987 bis 1992 unterrichtete er am Wilmington College of Ohio, das ihn mit einem Teacher of the Year Award in the Arts and Humanities auszeichnete. Seit 1992 lehrt Goldstein an der Stony Brook University. Er war dort Gründungsdirektor des College of Arts, Culture an Humanities (2003–07), Undergraduate Studies Director (2000–09) und Graduate Program Director (2009–12) und leitet seitdem das Musikdepartment der Universität. Seit 2016 ist er außerdem Distinguished Service Professor an der SUNY Distinguished Academy. 1997 erhielt er den Chancellor’s and President’s Award for Excellence in Teaching der State University of New York und Stony Brook University. Als Komponist trat er vor allem mit kammermusikalischen Werken hervor, unter denen Kompositionen für das Saxophon einen breiten Raum einnehmen.

## Werke
- Quintet for Cello and String Quartet, (für Colin Carr)
- …shreds and patches… für Klavier (für Gilbert Kalish)
- rough places plain (für Branford Marsalis und das Aurelia Saxophone Quartet)
- Everyday Pleasures
- Mischief (2011) für Saxophonquartett
- Angelus Novus (2011) für Saxophonquartett
- Kaleidoscope (2009) für Altsaxophon, Klarinette, Fagott und Klavier
- Flex (2007) für Saxophonquartett
- Quintet for Alto Saxophone and String Quartet (2006)
- Arrested Lightening: Eleven Paul Klee Impressions (2010) für Klarinette, Violine und Klavier
- Late Night Thoughts from the V.A. (2008) für Bariton, Horn und Klavier
- Should This Be Found: Six Songs on Scott’s Last Expedition (2004)
- The Abundant Air: Concerto for Saxophone Quartet and Band (2003)
- Motherless Child Variations (2002) für Saxophonquartett
- (W)eeeeee! (2001) für Cello und Klavier (für Joel Krosnick und Gilbert Kalish)
- Against the Grain (1998) für Saxophonquartett und Perkussion
- Fault Lines (1998) für Altsaxophon und Klavier (für Arno Bornkamp und Ivo Janssen)

## CD-Aufnahmen
- Total Absorption (New World Records)
- Blow! (Vanguard Classics)
- Motherless Child Variations (New Dynamic Records)
- Lessons of the Master (Challenge Records)
- Noir (Crystal Records)
- The Abundant Air: Concerto for Saxophone Quartet and Band (Military Academy Recordings)
- Should This Be Found: Six Songs on Scott’s Final Expedition on United States (Military Academy Recordings)

## Weblink
- Website von Perry Goldstein